# Birnin Kebbi

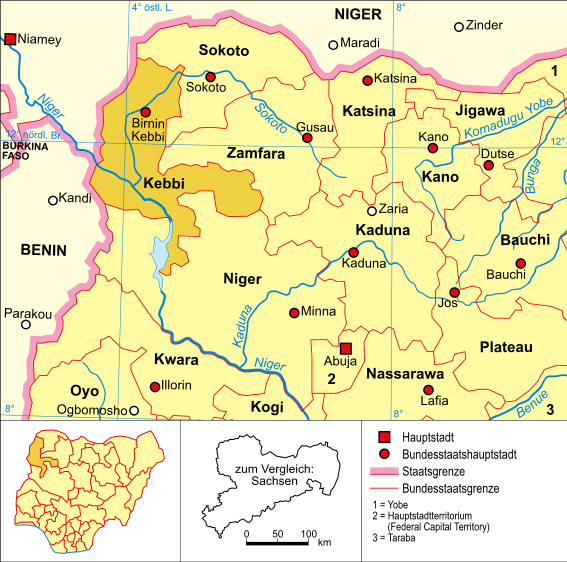
Lage Birnin Kebbis in Nordwestnigeria

Birnin Kebbi ist die Hauptstadt des nigerianischen Bundesstaates Kebbi und liegt im Nordwesten von Nigeria. Die Stadt hat 125.594 Einwohner (Berechnungsstand: 2012).

## Geographie
Birnin Kebbi liegt am Fluss Sokoto und ist auch die Hauptstadt des Emirats Gwandu. Durch Straßen ist die Stadt mit Argungu und Jega verbunden. Die A1 führt jedoch nicht durch Birnin Kebbi, sondern durch die 17 km entfernte Stadt Jega.

## Geschichte
Als Siedlung der Kebbawa, einer Untergruppe der Hausa, wurde Birnin Kebbi 1516 von dem Banza-Staat Kebbi unter der Führung von Muhammadu Kanta erobert. Seit dem 12. Dezember 1991 ist Birnin Kebbi Hauptstadt des gleichnamigen, neu gegründeten Bundesstaates Kebbi.

## Verwaltung
Birnin Kebbi und seine Umgebung bilden eine der 21 Local Government Areas (LGA) des Bundesstaates Kebbi mit einer Fläche von 1327 km². Bei der letzten Volkszählung 1991 hatte die LGA 150.520 Einwohner und damit eine Bevölkerungsdichte von 113 Einwohnern je km². In der Stadt selbst wurden 63.147 Einwohner gezählt.